# Sân bay quốc tế Jorge Chávez
Sân bay quốc tế Jorge Chávez (IATA: LIM, ICAO: SPIM), tên tiếng Tây Ban Nha là Aeropuerto Internacional Jorge Chávez là sân bay chính ở Peru. Sân bay này nằm ở Callao, cách trung tâm Lima 10 km. Callao là thành phố cảng hiện đã nhập hoàn toàn vào thủ đô Lima. Năm  2007, sân bay này phục vụ 7.507.811 lượt khách với  92.878 lượt chuyến. Năm 2008, sân bay phục vụ 8,288,506 triệu khách với 98,733 lượt chuyến. Năm 2009, sân bay phục vụ 8,786,973 lượt khách và 104,966 lượt chuyến,. Tuy là một sân bay nhỏ, nhưng đây là trung tâm của cả Nam Mỹ. 	
Trong nhiều năm, đây đã là trung tâm hoạt động của hãng hàng không ngày nay không còn tồn tại Aeroperú và Faucett, một trong những hãng hàng không sớm nhất ở Mỹ Latinh. Sân bay này được khánh thành năm 1960, thay thế sân bay Limatambo nằm ở San Isidro, một sân bay bị các khu dân cư vây quanh và không thể phục vụ máy bay phản lực lớn. Ban đầu có tên là Sân bay quốc tế Lima Callao, nhưng sớm được đổi tên thành tên phi công Peru Jorge Chávez Dartnell.
Tháng 2 năm 2005, giai đoạn 1 của dự án nâng cấp mở rộng được hoàn tất với trung tâm thương mại, một hành lang trong với 7 cầu dẫn khách lên xuống máy bay. Giai đoạn 2 đang xây dựng sẽ thêm 12 cầu dẫn khách và sảnh xuất nhập cảnh, hoàn thành năm 2008. Năm 2005, sân bay này được Skytrax bầu chọn danh hiệu sân bay tốt nhất ở Nam Mỹ.

## Các hãng hàng không và các tuyến điểm
Tổng cộng có 21 hãng hàng không chở khách và 22 hãng hàng không hàng hoá đến 54 điểm trong nước và quốc tế (Bắc Mỹ, Nam Mỹ và Âu Châu). Khi giai đoạn tiếp theo của việc mở rộng sân bay hoàn thành, sân bay sẽ được sẵn sàng phục vụ 80-90 hãng hàng không trên thế giới.
| Hãng hàng không          | Các điểm đến |
| ------------------------ | --- |
| Aerolíneas Argentinas    | Buenos Aires-Ezeiza |
| Aeroméxico               | Thành phố Mexico |
| Air Canada               | Toronto-Pearson |
| Air Europa               | Madrid |
| American Airlines        | Miami |
| Avianca                  | Bogotá |
| Continental Airlines     | Houston-Intercontinental, Newark |
| Copa Airlines            | Panama City |
| Delta Air Lines          | Atlanta |
| Iberia                   | Madrid |
| KLM Royal Dutch Airlines | Amsterdam |
| LAN Airlines             | Hanga Roa [từ 05.02.2011], Hanga Roa, Los Angeles, New York–JFK, Santiago de Chile |
| LAN Argentina            | Buenos Aires-Ezeiza |
| LAN Ecuador              | Guayaquil |
| LAN Perú                 | Arequipa, Bogotá, Brasília, Buenos Aires-Ezeiza, Cajamarca, Cali, Cancún, Caracas, Cartagena de Indias, Chiclayo, Córdoba, Cusco, Iquitos, Juliaca, La Paz, Los Angeles, Madrid, Medellín-Córdova, Thành phố Mexico, Miami, Piura, Pucallpa, Puerto Iguazú, Puerto Maldonado, Punta Cana, Quito, San Francisco, Santa Cruz de la Sierra, Santiago de Chile, São Paulo-Guarulhos, Tacna, Tarapoto, Trujillo, Tumbes |
| LC Busre                 | Andahuaylas, Ayacucho, Cajamarca, Chimbote, Huánuco, Huaraz, Jauja |
| Peruvian Airlines        | Arequipa, Cusco, Iquitos, Tacna |
| Spirit Airlines          | Fort Lauderdale |
| Star Perú                | Ayacucho, Chiclayo, Cusco, Huánuco, Iquitos, Rio Branco, Pucallpa, Puerto Maldonado, Tarapoto, Trujillo |
| TACA Airlines/LACSA      | Buenos Aires-Ezeiza, San José (CR), Santiago de Chile |
| TACA Perú                | Asunción, Bogotá, Buenos Aires-Ezeiza, Cali, Caracas, Cusco, Guayaquil, La Habana, La Paz, Medellín-Córdova, Mexico City, Montevideo, Porto Alegre, Quito, Rio de Janeiro-Galeão, San José (CR), San Salvador, Santa Cruz de la Sierra, Santiago de Chile, Santo Domingo, São Paulo-Guarulhos |
| TAM Airlines             | São Paulo-Guarulhos |

## Hàng hóa
- ABSA
- Atlas Air
- Centurion Air Cargo
- Cielos Airlines
- DHL
- FedEx
- Florida West International Airways
- LAN Cargo
- Martinair Cargo
- MasAir
- Tampa Cargo
- UPS